# Dugo Selo

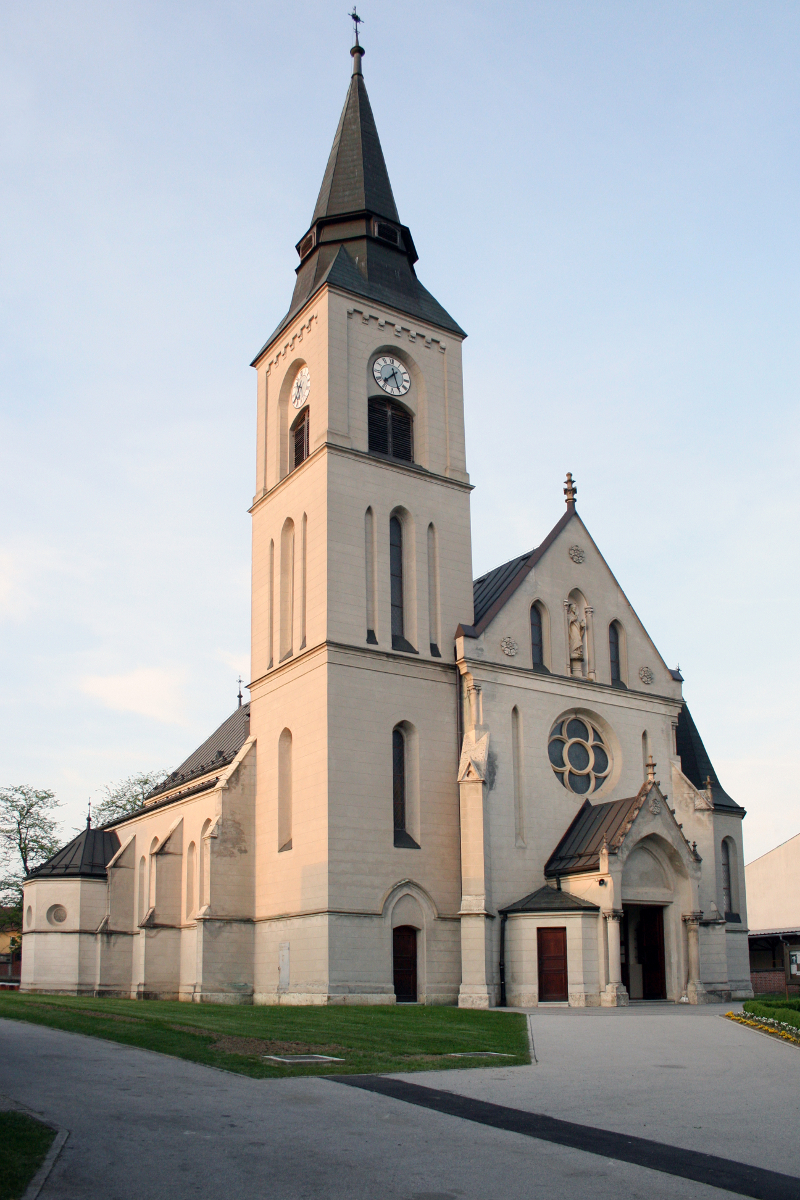
Římskokatolický kostel svatého Martina

Dugo Selo je město v Chorvatsku, administrativně spadající pod Záhřebskou župu. Nachází se asi 21 km východně od centra Záhřebu. V roce 2011 žilo ve městě 10 453 obyvatel, v celé připadající opčině pak 17 466 obyvatel.

## Historie
První písemná zmínka o sídle je z počátku 13. století. V roce 1853 tu byla otevřena první základní škola. Pošta zde začala být činná v roce 1858 a první vlak zastavil na místním nádraží roku 1870. Železniční doprava umožnila rozvoj skromných provozů jižně od nádraží. Nedaleko města byla podepsána v předvečer druhé světové války Dohoda Cvetković–Maček. Během Dubnové války bylo místní nádraží bombardováno německým letectvem dříve, než hlavní stanice v Bělehradě.
V závěru 20. století a v století 21. se město rozvíjelo díky suburbanizaci nedalekého Záhřebu. Roku 1966 byla provedena plynofikace města.

## Vývoj počtu obyvatel

### Opčina Dugo Selo
| Obyvatelstvo | Obyvatelstvo | Obyvatelstvo | Obyvatelstvo | Obyvatelstvo | Obyvatelstvo | Obyvatelstvo | Obyvatelstvo | Obyvatelstvo | Obyvatelstvo | Obyvatelstvo | Obyvatelstvo | Obyvatelstvo | Obyvatelstvo | Obyvatelstvo | Obyvatelstvo |
| ------------ | ------------ | ------------ | ------------ | ------------ | ------------ | ------------ | ------------ | ------------ | ------------ | ------------ | ------------ | ------------ | ------------ | ------------ | ------------ |
| 1857         | 1869         | 1880         | 1890         | 1900         | 1910         | 1921         | 1931         | 1948         | 1953         | 1961         | 1971         | 1981         | 1991         | 2001         | 2011         |
| 2 094        | 2 271        | 2 423        | 3 060        | 3 694        | 4 294        | 4 055        | 4 220        | 4 088        | 4 296        | 5 096        | 6 219        | 8 192        | 9 969        | 14 300       | 17 466       |

### Město Dugo Selo
| Obyvatelstvo | Obyvatelstvo | Obyvatelstvo | Obyvatelstvo | Obyvatelstvo | Obyvatelstvo | Obyvatelstvo | Obyvatelstvo | Obyvatelstvo | Obyvatelstvo | Obyvatelstvo | Obyvatelstvo | Obyvatelstvo | Obyvatelstvo | Obyvatelstvo | Obyvatelstvo |
| ------------ | ------------ | ------------ | ------------ | ------------ | ------------ | ------------ | ------------ | ------------ | ------------ | ------------ | ------------ | ------------ | ------------ | ------------ | ------------ |
| 1857         | 1869         | 1880         | 1890         | 1900         | 1910         | 1921         | 1931         | 1948         | 1953         | 1961         | 1971         | 1981         | 1991         | 2001         | 2011         |
| 603          | 679          | 752          | 1 060        | 1 409        | 1 714        | 1 642        | 1 814        | 1 813        | 2 074        | 2 830        | 3 848        | 5 471        | 6 508        | 8 880        | 10 453       |

## Pamětihodnosti
Místní kostel je římskokatolický a je zasvěcen sv. Martinovi. 

## Další objekty
Ve městě se nachází kasárna chorvatské armády Milivoje Halara.

## Doprava
Dopravně je město propojeno s chorvatskou metropolí Záhřebem prostřednictvím hlavní trati ze Záhřebu do Bělehradu. V Dugém Selu se nachází jediné nádraží jižně od středu města. Regionální trať z tohoto nádraží vede směrem na severovýchod k městu Križevci. Jižně od města také vede dálnice A3.